# مدرسة لندن لحفظ الصحة وطب المناطق الحارة
مدرسة لندن لحفظ الصحة وطب المناطق الحارة (بالإنجليزية: The London School of Hygiene & Tropical Medicine)‏ هي مدرسة جامعية بحثية عامة مقرها العاصمة البريطانية لندن، تختص بدراسة طب المجتمع وطب المناطق الحارة، وهي من الكليات الجامعية التي تتألف منها جامعة لندن. أسسها السير باتريك مانسون سنة 1899 تحت اسم «مدرسة لندن لطب المناطق الحارة» (بالإنجليزية: London School of Tropical Medicine)‏، وتحظى بمكانة دولية بارزة في مجال طب المجتمع والأمراض المعدية.

## من مشاهير الخريجين
- ماكس تيلر
- محمد خليل عبد الخالق

## من مشاهير الأساتذة والباحثين
- أرشيبالد ماكندو
- باتريك مانسون
- والاس بيترز
- عادل محمود